# Nova Cuba
Nova Cuba est une localité de Sao Tomé-et-Principe située au nord-est de l'île de Principe, à proximité de la ville de Santo António. C'est une ancienne roça.

## Roça
Ancienne roça-sede (roça siège), organisée selon le modèle de la roça-terreiro (autour d'un espace central), elle est inhabitée et très dégradée.
Photographies et croquis réalisés en 2011 mettent en évidence la disposition des bâtiments, leurs dimensions et leur état à cette date.